# خاکینه بالا
خاکینه بالا، روستایی از توابع بخش طارم سفلی شهرستان قزوین در استان قزوین ایران است.

## جمعیت
این روستا در دهستان نیارک قرار دارد و بر اساس سرشماری مرکز آمار ایران در سال ۱۳۸۵، جمعیت آن ۱۶۶ نفر (۳۷خانوار) بوده است.